# Cromoxilografía

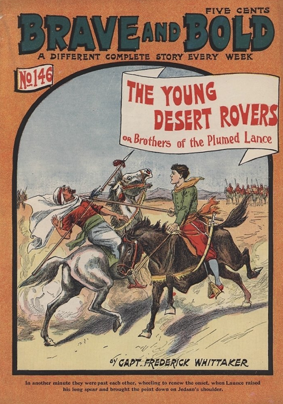
Portada de la revista infantil estadounidense Brave and Bold de 1902-1906, impresa con el método de impresión en color cromoxilografía.

La cromoxilografía era un proceso de impresión en madera a color, popular desde mediados del siglo XIX hasta principios del siglo XX, utilizado comúnmente para producir ilustraciones en libros infantiles, revistas de pulpa por entregas y arte de portada para libros de bolsillo y novelas baratas. El arte del grabado en relieve y la cromoxilografía fue perfeccionado por grabadores e impresores en el siglo XIX, especialmente en el Londres victoriano por el grabador e impresor Edmund Evans, quien fue particularmente hábil con el proceso, produciendo una amplia gama de tonos y colores a través de la mezcla de colores. La cromoxilografía era una técnica complicada, que requería grabados y una impresión intrincada para obtener los mejores resultados. Los productos menos costosos, como las portadas de revistas de pulpa, se producían con pocos colores, a menudo solo dos o tres, mientras que los libros más elaborados y las reproducciones de pinturas utilizaban hasta una docena o más de colores. Para cada color utilizado, se debía tallar un bloque de madera separado con la imagen que se reproduciría.

## Antecedentes
La impresión a todo color en el siglo XIX dependía del proceso de relieve y la grabado en madera a color. Bamber Gascoigne explica que «la gran mayoría de los grabados en madera a color son trabajos reproductivos de la segunda mitad del siglo XIX, momento en el que a menudo se les conocía como cromoxilografías—lo que significa color a partir de la madera, así como cromolitografía significa color a partir de la piedra». Los grabados en relieve se realizaban imprimiendo con bloques de madera grabados y coloreados. En la década de 1830, George Baxter repopularizó la impresión en relieve a color, entonces llamada cromoxilografía, utilizando una «placa de detalle de fondo impresa en aguafuerte intagliada, seguida de colores impresos con tintas al óleo desde placas de relieve—generalmente bloques de madera».
La cromoxilografía se convirtió en una técnica popular en la producción de libros baratos, como libros infantiles y cuentos por entregas hasta principios del siglo XX. El proceso se utilizaba de manera simplista a mediados del siglo XIX para producir portadas e ilustraciones para novelas de diez centavos, «penny dreadfuls» y libros infantiles, que usualmente se realizaban, a menudo de manera inefectiva, solo en colores primarios, utilizando un color por bloque de madera. El proceso se volvió mucho más elaborado con el trabajo de Edmund Evans, el principal grabador e impresor de libros infantiles en Londres, quien perfeccionó el proceso, utilizando con frecuencia hasta diez bloques de color, mezclando y combinando colores primarios para crear una amplia paleta de colores y tonalidades.